# 克羅斯羅茲 (新墨西哥州)
克羅斯羅茲（英語：Crossroads）是位於美國新墨西哥州利縣的非建制地區。

## 歷史
克羅斯羅茲的郵局自1925年營運至今。

## 地理
克羅斯羅茲所處的海拔為高於海平面1256米（即4121英呎），而該地所採用的時區為UTC-7，即北美山地时区（MST）。同時該地設有夏令時間，為UTC-7調快一小時，即UTC-6（MDT）。